# Megasema argentea
Megasema argentea là một loài bướm đêm trong họ Noctuidae.